# Ceratosolen notus
Ceratosolen notus är en stekelart som först beskrevs av Baker 1913.  Ceratosolen notus ingår i släktet Ceratosolen och familjen fikonsteklar. Inga underarter finns listade i Catalogue of Life.